# Scufundare în saturație
Scufundarea în saturație reprezintă scufundarea în care țesuturile corpului scafandrului se saturează cu gaz inert la presiunea de lucru. La saturație se egalizează presiunea parțială a gazului dizolvat în țesut cu presiunea parțială a gazului din alveolele pulmonare. Saturarea diferitelor țesuturi are loc cu viteze diferite însă după un anumit timp (peste 12 ore), se consideră că toate țesuturile s-au saturat, nemaiexistând gradiente de presiune între ele. Indiferent de durata staționării la adâncime, decompresia are aceeași durată, iar randamentul scufundării este mult mai mare. Scufundarea în saturație este utilizată cu precădere la mare adâncime.

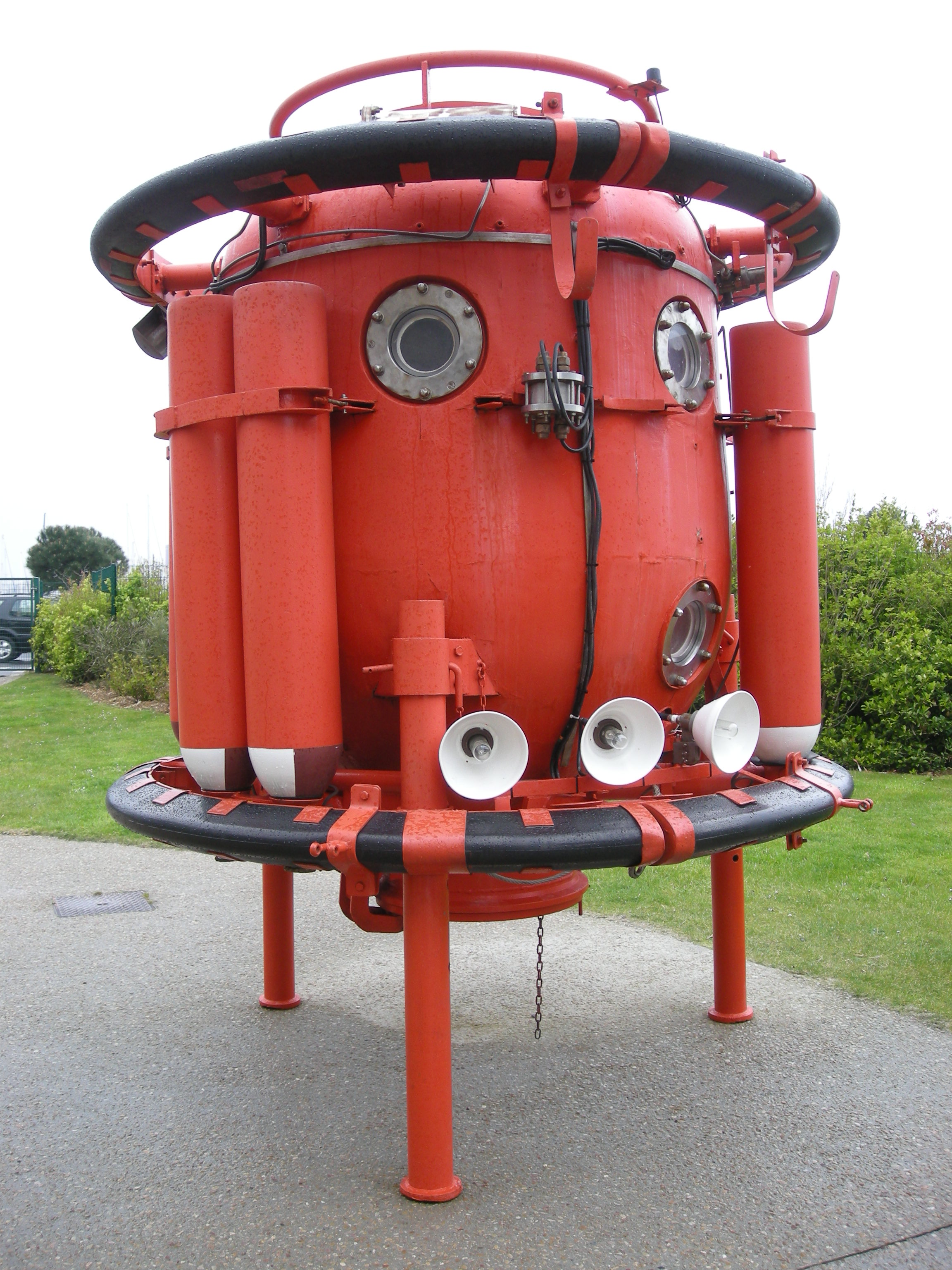
Turelă de scufundare Comex S.A.

## Scurt istoric
1928: Robert Davis construiește chesonul submersibil de decompresie pentru scurtarea perioadelor lungi de decompresie ale scafandrilor.
1931: este realizat tot de către Robert Davis un cheson prevăzut cu trei compartimente ce avea posibilitatea de a se cupla cu un cheson submersibil presurizat în care scafandrii să efectueze decompresia într-un mediu uscat.
1935...1946: fiziologi ruși sub conducerea lui A. D. Orbelli investighează folosirea heliului în amestecurile respiratorii pentru scufundări în saturație de până la 200 m adâncime.
1937: este consemnată prima scufundare realizată cu amestec heliu/oxigen (Heliox) în scopuri civile, de către americanul Max Gene Nohl, care atinge adâncimea de 128 m în lacul Michigan. Un an mai târziu, Max Nohl împreună cu Edgar End realizează și prima scufundare în saturație. Ei au stat timp de 27 ore la adâncimea de 30 m respirând aer, iar decompresia a durat 5 ore. Tot într-o scufundare cu caracter civil, Jack Brown atinge adâncimea de 168 m în anul 1946.
1945: suedezul Arne Zetterström folosind un amestec respirator alcătuit din hidrogen și oxigen (Hidrox) reușește să  atingă adâncimea de 161 m.
1957: George Bond, Director al Submarine Medical Center din New London, Connecticut, S.U.A, care apoi devine căpitan în U.S.Navy, enunță pentru prima dată noțiunea de saturație: după un timp de expunere la o anumită presiune a unui gaz inert, țesuturile corpului devin complet saturate cu acel gaz inert. După o anumită perioadă de timp, organismul unui scafandru nu mai absoarbe gaz inert, indiferent cât timp va sta la aceeași adâncime, zile, săptămâni sau chiar luni.
1960: Edwin Link, Jacques-Yves Cousteau și George Bond definitivează teoria scufundărilor în saturație, iar în anii următori au loc primele experimente cu case submarine: 1962 Man-in-Sea I, Precontinent I, Conshelf I; 1963 Precontinent II, Conshelf II; 1964 Man-in-Sea II, Sealab I ; 1965 Sealab II, Precontinent III, Conshelf III; 1969 Tektite I. În cadrul experimentului Man-in-Sea II s-a atins cea mai mare adâncime, 132 m, iar timpul experimentului Tektite I scafandrii au petrecut 60 de zile la adâncimea de 12 m.
1965: se realizează primele scufundări în saturație în sistemul turelă-cheson în scopuri civile. Scufundările au fost efectuate în lacul de acumulare Smith Mountain Dam din statul Virginia, S.U.A. cu sistemul Cachalot, de către o echipă de scafandri a firmei Westinghouse Electric Corporation. Au fost realizate numai puțin de 800 de scufundări în saturație timp de 12 săptămâni.
1965: firma Taylor Diving and Salvage pune la punct unul din primele sisteme de scufundare tip turelă-cheson Mark DCL cu care se efectuează scufundări în saturație la adâncimea de 91 m în Golful Mexic.
1972: doi scafandrii din U. S. Navy lucrează timp de 30 minute la adâncimea de 288 m.
1972: în cadrul experimentului Physalie VI al firmei Comex S.A., doi scafandrii francezi ating adâncimea de 610 m într-o scufundare simulată.
1977: are loc experimentul Janus IV în care o echipă de scafandrii francezi lucrează în mare la adâncimea de 460 m. În timpul experimentului unul din scafandrii coboară la 501 m, record de scufundare reală.
1980: trei scafandrii britanici doboară recordul francez în chesonul de la Alverstoke, atingând adâncimea de 660 m în scufundare simulată.
1981: în Centrul experimental hiperbar de la Duke University, se atinge adâncimea de 686 m tot în scufundare simulată. Cei trei scafandrii au stat în camerele hiperbare 43 zile, 8 ore și 26 minute.
1985: firma Comex din Franța realizează experimentul Hydra V în cadrul căruia două echipe de câte trei scafandrii au respirat amestec Hidrox la adâncimea de 450 m în scufundare simulată. În anul 1992, Comex realizează experimentul Hydra X în care se atinge adâncimea record de 701 m, performanță ce este neegalată până în prezent.

## Tipuri
Scufundarea în saturație poate fi:
- reală
- simulată

## Scufundare în saturație reală
Scufundarea în saturație reală este folosită în mediu acvatic, la adâncime de peste 90...100 m prin care scafandrii sunt transportați la adâncimea de lucru prin mai multe metode:
- cu turela închisă ce face parte dintr-un sistem de scufundare turelă-cheson la mare adâncime
- într-o incintă subacvatică numită casă submarină (laborator submers) montată pe fundul mării
- cu ajutorul unui submersibil lock-in/lock-out.

### Sistem de scufundare
Sistemul de scufundare este o instalație complexă montată pe navă sau platformă marină utilizată pentru efectuarea de scufundări la mare adâncime și de regulă are următoarele părți componente: 
- cheson de decompresie
- turelă de scufundare
- cheson de recompresie

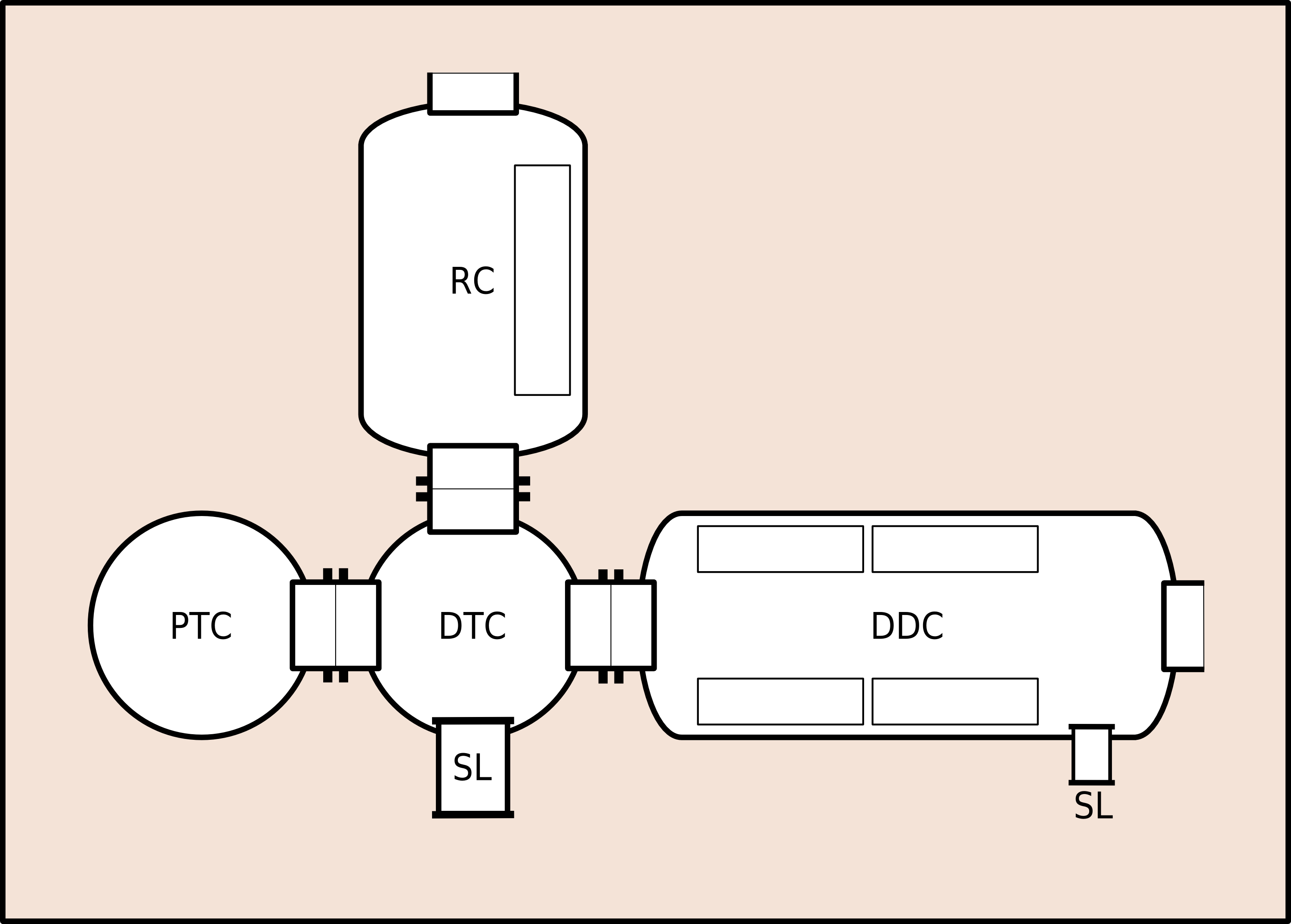
Schema unui sistem de scufundare în saturație:
DDC-cheson de decompresie
DTC-cheson de transfer
PTC-turelă de scufundare
RC-cheson de recompresie
SL-sas medical

- dispozitiv de manevrare al turelei: 
  - portic cu dispozitiv de prehensiune
  - placă de bază cu cabluri ghid
  - vinci cu tensiune constantă
- container de comandă și control:
  - centrală de măsură și control a parametrilor de scufundare (pneumatic, hidraulic, electric)
  - decodor
- container pentru fabricarea amestecurilor respiratorii: 
  - compresor de înaltă presiune pentru oxigen sau gaze pure - sunt prevăzute cu membrane metalice, unele sunt „seci” (fără ungere) și au numai două etaje (etaj I ce comprimă gazul până la 25 bar și etaj II până la 200 bar)
  - surpresor (pompă de transfer) - are numai un etaj II
  - analizoare de gaze
- compresoare de joasă presiune
- rezerva de gaze: 
  - butelii de stocaj cu aer
  - butelii cu gaz neutru
  - butelii cu oxigen
  - amestecuri respiratorii prefabricate
  - recirculator
- cablu ombilical
- sistem de regenerare a atmosferei chesoanelor
- sistem de recuperare a gazelor
- încalzitor de gaze: permite preîncălzirea amestecurilor respiratorii pe bază de heliu; este format dintr-un recipient introdus pe circuitul de respirație și prevăzut cu o rezistențǎ alimentată de cablul electric al ombilicului scafandrului.

#### Cheson de decompresie
Barocamera, cheson sau cameră hiperbară este o incintă presurizabilă rezistentă la presiune utilizată pentru efectuarea tratamentelor diferitelor accidente de decompresie, pentru efectuarea decompresiei la suprafață a scafandrilor în activitățile de scufundare profesională, oxigenoterapie hiperbară, teste etc.

#### Turelă de scufundare
Turela de scufundare (engleză bell sau Personal Transfer Capsule — PTC) este un recipient rezistent la presiune interioară și exterioară utilizat în scufundările de sistem la mare adâncime pentru tranportul scafandrilor la adâncimea de lucru și readucerea la suprafață păstrând în interior presiunea de la adâncimea de lucru.
Turelele de scufundare pot avea formă cilindrică sau sferică și sunt prevăzute la partea inferioară sau lateral cu o trecere cu diametrul de 600 mm pentru intrarea și ieșirea scafandrilor respectiv pentru cuplarea la un cheson de decompresie. Cuplarea se realizează cu un sistem special de cuplare numit clamp.
În interior turela este prevăzută cu diverse instalații cum sunt: 
- tablouri de distribuție și control a gazelor
- vane de evacuare
- manometre de control pentru presiune interioară și exterioară
- epurator de bioxid de carbon
- aparate de respirat în circuit deschis, semiînchis sau închis cu mască facială sau cască rigidă
- cabluri ombilicale pentru scafandrii care lucrează sub apă
- tablou electric.

Alimentarea turelei de scufundare se face de la suprafață prin cablul ombilical sau de la bateria de butelii proprie aflată la exterior. Cablul ombilical mai cuprinde cabluri electrice de energie și comunicații, furtun de apă caldă, tuburi pentru analiza presiunii interioare și exterioare. Turelele de scufundare pentru scufundări unitare pot fi presurizate din interior de către scafandri, iar cele pentru scufundări în saturație la mare adâncime, de la suprafață de un operator specialist.
Turela este lăsată în apă și ridicată la suprafață cu ajutorul dispozitivului de manevrare. În caz de urgență, se poate detașa lestul, turela ridicându-se la suprafață deoarece are flotabilitate pozitivă.

#### Sistem de regenerare
Instalație cu ajutorul căreia se menține calitatea atmosferei din incinta hiperbară.

Principalii poluanți ai atmosferei incintelor hiperbare sunt bioxidul de carbon, oxidul de carbon, iar în cazul scufundărilor la mare adâncime cu turela închisă se adaugă hidrogenul sulfurat, mercaptanii și hidrocarburile conținute în apa mării.
Bioxidul de carbon este eliminat cu ajutorul calcei sodate sau hidroxidul de litiu, oxidul de carbon este transformat în bioxid de carbon cu ajutorul unor catalizatori pe bază de platină, hidrogenul sulfurat și mercaptanii pot fi eliminați de hidroxidul de sodiu aflat în calcea sodată, hidrocarburile sunt reținute de cărbunele activ din filtre, iar oxigenul consumat este înlocuit în mod manual sau automat prin deschiderea unei vane.

Menținerea unei umidități optime se realizează prin reținerea apei de către silicagel din filtre.
Sistemul de regenerare este compus în general din următoarele elemente principale:
- ventilator
- element filtrant
- circuit pentru adăugarea oxigenului consumat
- analizoare de gaze.

Acestea pot fi amplasate în interior sau la exteriorul incintei hiperbare.

#### Sistem de recuperare a gazelor
Sistemul de recuperare este o instalație cu care se reține amestecul gazos pe bază de heliu evacuat de scafandrii din chesoane sau turelă pentru a fi refolosit. Sistemul include următoarele elemente:
- rezervor elastic (bașă suplă) pentru stocare
- compresor de gaze pure
- butelii de stocaj
- analizoare pentru determinarea conținutului de heliu, oxigen și azot.

Amestecul de gaze poate fi folosit imediat sau pentru fabricarea de noi amestecuri.

#### Etape
Scufundarea în saturație reală în sistemul turelă-cheson se desfășoară în mai multe etape: 
- scafandrii intră în chesoane;
- se presurizează treptat chesoanele de decompresie la presiunea nivelului de viață (de staționare)  care este puțin inferioară nivelului de lucru
- scafandrii trec în turelă care este coborâtă în apă până la adâncimea nivelului de lucru
- poarta inferioară exterioară se deschide, scafandrii ies în mediul acvatic unde rămân o perioadă de timp de 3...4 ore fiecare
- după terminarea lucrului, scafandrii reintră în turelă, iar poarta interioară inferioară se închide
- turela este adusă la suprafață și cuplată cu chesoanele de decompresie
- scafandrii trec în chesoane unde continuă decompresia conform tabelei de decompresie respective.

### Casă submarină
Casă submarină sau laborator submers este o instalație subacvatică montată pe fundul mării ce are ca scop asigurarea condițiilor de viață și lucru unei echipe de scafandrii aflată un timp îndelungat în saturație la presiunea mediului ambiant.

## Scufundare în saturație simulată
Este scufundarea în saturație efectuată în mediu uscat la suprafață într-un centru sau laborator hiperbar specializat.

## Firme producătoare
- Comex S.A.
- Dräger AG
- GALEAZZI
- HAUX